# ياسوماسا نيشينو
ياسوماسا نيشينو (باليابانية: 西野 泰正) (14 سبتمبر 1982 في توياما في اليابان – )؛ هو لاعب كرة قدم ياباني سابق كان يلعب كمهاجم.

## وصلات خارجية
- ياسوماسا نيشينو على موقع رابطة كرة القدم اليابانية للمحترفين (اليابانية)
- ياسوماسا نيشينو على موقع قاعدة بيانات كرة القدم.إي يو (الإنجليزية)
- ياسوماسا نيشينو على موقع Soccerway.com (الإنجليزية)
- ياسوماسا نيشينو على موقع عالم كرة القدم.نت (الإنجليزية)
- ياسوماسا نيشينو على موقع كووورة